# Вулиця Стефаника (Львів)
Ву́лиця Стефа́ника — вулиця у Галицькому районі Львова. Прямує від перехрестя вулиць Коперника і Словацького до трипроменевого перехрестя з вулицями Мартовича та Каліча Гора, а також утворює перехрестя з вулицями Мирослава Скорика та Цитадельною. Прилучається вулиця Джохара Дудаєва.

## Назви
- 1827 — листопад 1941 — Оссолінських.
- листопад 1941 — липень 1944 — Постґассе, оскільки вулиця вела до головної пошти.
- липень 1944 — жовтень 1945 — Оссолінських.
- жовтень — грудень 1945 — Костомарова, на честь українського та російського історика Миколи Костомарова.
- грудень 1945 — 1946 — Оссолінських.
- від 1946 року — сучасна назва, вулиця Стефаника, на честь українського письменника Василя Стефаника[4][5].

## Забудова
В архітектурному ансамблі вулиці Стефаника переважають архітектурні стилі класицизм, історизм, конструктивізм. Декілька будинків внесено до Реєстру пам'яток архітектури місцевого значення.

### З непарного боку вулиці
№ 3 — колишній палац графині Ізабелли Дідушицької, збудований у 1872—1873 роках у стилі італійського неоренесансу за проєктом Філіпа Покутинського. У внутрішньому дворі були мальовничі клумби та невеликий фонтан. У 1895—1896 роках інтер'єри палацу прикрашено стюковими оздобами авторства, ймовірно, Броніслава Солтиса. Парадна сходова клітка виводить на анфіладу розкішних залів другого поверху. Від 1894 року будинок належав польському історику, мистецтвознавцю, журналіст, письменнику Владиславу Лозинському. Ще за життя Лозинський власну колекцію картин та мистецьких пам'яток разом з будинком заповів громаді міста Львова. Наступного, 1914 року, у будинку урочисто відкрили Міську картинну галерею (нині — Львівська національна галерея мистецтв імені Бориса Возницького). Будівля внесена до Реєстру пам'яток архітектури місцевого значення під охоронним № 279-м, а 23 вересня 2008 року його також внесено до переліку пам'яток культурної спадщини, що не підлягають приватизації.
№ 7 — двоповерховий будинок колишнього управління маєтків графа Романа Потоцького, збудований у формах раннього французького бароко за проєктом архітектора і будівничого Юліуша Цибульського. Будівля внесена до Реєстру пам'яток архітектури місцевого значення під охоронним № 719-м.
№ 7-А — двоповерховий будинок, що належить до комплексу палацу Потоцьких. Колись це були офіцини, де розташовувалися стайні та екіпажі родини Потоцьких, про що свідчить зображення коней та родинного гербу «Пилява» над вхідним порталом будинку. В будинку на початку XX століття мешкали український військовий та громадський діяч Семен Горук, польський авіаконструктор Едмунд Лібанський, художник Северин Леопольд Обст. На початку XXI століття в кам'яниці містилася літературна агенція «Піраміда». Будинок внесений до Реєстру пам'яток архітектури місцевого значення під охоронним № 720-м.
№ 9 — двоповерховий будинок збудований наприкінці XIX століття для галицького громадсько-культурного діяча, першого голови НТШ (1874—1885 роки) Корнила Сушкевича. У XX столітті був надбудований третій поверх. У 1872—1875 роках у кам'яниці Сушкевича містилася редакція українського народовецького літературно-наукового журналу «Правда», який видавався у 1867—1879 роках у Львові. 
№ 11 — ділянка, на якій розташований цей будинок у 1802 році мала конскрипційний № 376 1/1. На той час на ділянці була фронтова кам'яниця та будинок в тильній частині ділянки, з дерев'яною прибудовою. Протягом століття за ділянкою зберігався її конскрипційний номер та у 1870-х роках вона отримала сучасний № 11. У 1855—1872 роках власницею цієї ділянки була Текля з Куліковських Полуднєвська, в другому шлюбі — Клімка. 1872 році власники Клімки продають половину своєї реальності Яну Тарнавецькому, але того ж року нерухомість викупила княгиня Ядвіґа з Замойських Сапіга, дружина Леона Сапіги, першого маршалка Галицького крайового сейму. Оскільки Сапіги планували звести тут нову чиншову кам'яницю, то стару забудову було розібрано. 1899 року в будинку певний час винаймала помешкання польська письменниця Габріеля Запольська.
У 1874—1876 роках на місці давнішої забудови за проєктом Адольфа Куна споруджена нова чотириповерхова чиншова кам'яниця у стилі неоготики — був найбільший багатоквартирний житловий будинок довоєнного Львова. По смерті Ядвіґи Сапіги у 1890 році власником будинку став її внук Адам Станіслав. Через те, що Адам більшість часу перебував за кордоном, його нерухомістю керували довірені особи, зокрема, у 1909 році — Мілевський, у 1910 році — доктор Ґжеґож Ярославський.
1911 року ліве крило третього тракту (від вулиці Тихої) винайняв Інститут імені Оссолінських для приміщення майстерні з переплетення книжок та складу паперу і готової друкованої продукції. Через що орендовані приміщення були реконструйовані, а також, за проєктом архітектора Артура Шлеєна у 1911—1912 роках була здійснена реконструкція туалетів у тильній частині кам'яниці. Згодом будинок перейшов у власність Оссолінеуму. На початку XX століття тут містилося правниче бюро, столярська майстерня, редакція «Газети Вчительської», Повітова каса хворих, Товариство польських журналістів), руське товариство «Основа», товариство «Народна освіта», редакція «Місячника галицького товариства охорони тварин», Польське товариство учасників повстання 1863—1864 років, редакція і адміністрація ілюстрованого суспільно-політичного тижневика «Польський вісник», редакція газети «Підкарпатська Русь» та інші. У міжвоєнний період тут містилися його адміністрація, відділ бухгалтерії та кореспонденції. У 1932 році три приміщення у передній частині будинку справа від брами були реконструйовані за проєктом інженера Тадеуша Пісевича. Тут розмістилася книгарня закладу Оссолінських, вхід до якої був влаштований через двері головного фасаду. Одночасно розроблено проєкт вивіски з написом «Księgarnia zakładu narodowego im. Ossolińskich», що мала розміститися над трьома вікнами книгарні. 
1940 року протягом кількох місяців діяв щойно створений відділ мистецтв бібліотеки Стефаника, після чого був перенесений на вулицю Бібліотечну, 2. Згодом в будинку містилася друкарня Академії наук УРСР, потім — львівська книжкова фабрика.
19 жовтня 2020 року в приміщенні колишньої книгарні Оссолінеуму відкрився Львівський муніципальний мистецький центр. Проєкт адаптації виконало львівське Replus Bureau. Під час ремонту у проїзді та в кімнатах були виявлені сліди оригінальної поліхромії стін та стель. Також до нагоди відкриття центру був відреставрований неоготичний фасад будинку. Будівля внесена до Реєстру пам'яток архітектури місцевого значення під охоронним № 280-м.

### З парного боку вулиці
№ 2 — комплекс будівель Львівської національної наукової бібліотеки України імені Василя Стефаника, колишній науковий заклад імені Оссолінських, а ще раніше — жіночий монастир. Давніше на місці цієї будівлі розташовувався дерев'яний костел святої Агнеси та монастир кармеліток взутих, споруджений у 1714—1716 роках за проєктом невідомого архітектора. У 1744—1745 роках костел святої Агнеси перебудований у стилі пізнього бароко за проєктом Бернарда Меретина. У 1782 році, під час касаційних реформ австрійського уряду, монастир був закритий і згодом перетворений на римсько-католицьку духовну семінарію. Наприкінці XVIII століття духовну семінарію перенесли до колишнього монастиря Кармеліток босих під Високим замком (нині — вулиця Винниченка, 30—32), а костел святої Агнеси та прилеглі будівлі передані австрійському війську, яке влаштувало там склади та пекарню. Після пожеж 1804 та 1812 років колишній монастир перетворився на цілковиту руїну. 1817 року викуплено Юзефом Максиміліаном Оссолінським і упродовж 1827—1854 років комплекс перебудовували за проєктами архітекторів Петра Нобіле, Юзефа Бема, Йогана Зальцмана, Фридерика Баумана, Вільгельма Шмідта. У 1827—1832 роках колишній костел святої Агнеси перебудований за проєктом Юзефа Бема, а західний фасад якого прикрасив потужний портик з чотирьох колон. Інтер'єр костелу за проєктом Фридерика Баумана переробили під книгозбірню. У 1837—1851 роках за спільним проєктом архітекторів Йогана Зальцмана та Вільгельма Шмідта здійснено добудову східного корпусу будівлі. 1854 року за проєктом архітектора Теофіла Жебравського зведено портал головного входу. Сучасного вигляду бібліотека набула після реконструкції під керівництвом архітекторів Людвіка Бальдвін-Рамулта та Лукаша Бодашевського, зокрема, було виконано нові обрамування вікон і декорацію інтер'єрів книгосховища. Будівля внесена до Реєстру пам'яток архітектури місцевого значення під охоронним № 1321-м. 23 вересня 2008 року її також внесено до переліку пам'яток культурної спадщини, що не підлягають приватизації.
№ 4 — чотириповерхова кам'яниця споруджена наприкінці 1880-х років на розі з нинішньою вулицею Чайковського. Фасад і сіни будинку оздоблені в стилі еклектичного історизму. У міжвоєнний період в будинку містилося консульство Австрійської республіки у Львові, нині приміщення у портері будинку займають піцерія та музичний салон «Елтон». В будинку на початку XX століття мешкала відома польська акторка, режисер та театральний діяч Ванда Семашкова (1867—1947).
№ 8 — чотириповерхова кам'яниця збудована на початку XX століття. Від часу побудови тут перебували осередки різних робітничих організацій та об'єднань тогочасного Львова. Зокрема, товариство будівельних робітників «Оґніво», у 1921—1924 роках тут містилися товариство українських робітників «Воля» та редакція журналу радянофільського спрямування «Нова Культура», а також тут виходив польський місячник «Артистичні відомості».
№ 10 — чотириповерхова кам'яниця збудована у стилі історизму. У 1911—1912 роках театральну залу та вестибюль на першому поверсі перебудовано за проєктом Альфреда Захаревича. На вході будинку влаштовано двоарковий, облицьований чорним мармуром портал та видовжений вестибюль, декорований театральними масками авторства скульптора Зигмунта Курчинського. Театральна зала з балконом була прикрашена фресками Фелікса Вигживальського у стилі сецесії. Тут на початку XX століття діяло літературно-художнє товариство «Hades», очолюване письменником та журналістом Корнелем Макушинським (1884—1953). 1912 року тут працював танцювальний салон «Tabarin», а від 1913 року в залі почав давати спектаклі «Малий театр». На юдейські свята Рош га-Шана та Йом-Кіпур зал використовували як тимчасову синагогу. У 1918 році за цією адресою починає діяти «Театр водевілів», який у 1920 році перейменований на Фронтовий театр Малопольського відділення добровольчої армії, основною діяльністю якого були виїздні вистави на фронт. У міжвоєнний період тут містився театр «UL» («Вулик»), приміщення якого використовувалося також як кінотеатр, а також українські театри «Труд» та «Цвіркун». Останній у 1936 році припинив свою діяльність. До 1939 року у будинку також діяли Учительська крайова спілка та фабрика фортепіано Міхала Шкельського. 
За радянських часів зала належала клубові тресту «Львівгаз», у 1960—1980 роках — Будинок культури будівельників. У той самий час відкрився новий вхід до будинку, що має адресу вул. Стефаника, 16-А. Стіни прилеглих будинків прикрасили мозаїками «Львівські будівельники» та «Не забудьте пом'янути». 13 листопада 1972 року в приміщенні Будинку культури Богдан Муж заснував ансамбль бального танцю «Полонез-72» (нині — клуб спортивного бального танцю «Естет»). До 1990-х років тут також діяли Молодіжний театр пантоміми, Самодіяльний народний хореографічний ансамбль сюжетного танцю, Самодіяльний народний цирк «Юність» та інші мистецькі колективи, по суботах та неділях відбувалися зустрічі клубів філателістів та нумізматів. У 1990-х роках через відсутність фінансування діяльність будинку культури фактично припиняється. Приміщення орендують під нічний клуб «Газ», через що його стан погіршується. Будинок культури будівельників тривалий час стояв пусткою і лише 31 липня 2003 року в його приміщеннях відкрилася школа танцю Олега Петрика (нині — спеціалізований мистецький позашкільний навчальний заклад освіти вищого рівня — «Школа хореографічної майстерності „Львівська академія танцю“»). У 2010 році Олег Петрик спільно з народним артистом України Богданом Козаком створив кафедру хореографії на факультеті культури і мистецтв Львівського національного університету імені Івана Франка, а його школа танцю того ж року стала навчальним підрозділом кафедри режисури та хореографії на факультеті культури і мистецтв Львівського національного університету імені Івана Франка.   

## Меморіальні таблиці, пам'ятники
- 1971 року перед головним входом до Львівської національної наукової бібліотеки України імені Василя Стефаника встановлено пам'ятник Василеві Стефанику (скульптор Володимир Сколоздра, архітектор Мирон Вендзилович)[26], а на фасаді бібліотеки 1987 року встановлена пам'ятна таблиця, присвячена «Руській трійці» (скульптор Микола Посікіра, архітектор Михайло Федик)[8].
- 29 квітня 1993 року у вестибюлі Львівської картинної галереї відкрита меморіальна таблиця у роковини пам'яті про загиблих працівників галереї — науковця Дмитра Шелеста та заступника директора з господарських питань Ярослава Волчака. Загинули 29 квітня 1992 року при спробі затримання озброєних зловмисників під час пограбування ними Львівської картинної галереї[8].
- до другої світової війни у сквері поблизу Оссолінеуму з боку вулиці Коперника стояла колона тосканського ордеру з фігурою Матінки Божої з Дитяком[8].